# Acacia harpophylla
Acacia harpophylla — вид квіткових рослин з родини бобових. Ареал: Австралія (Новий Південний Уельс, Квінсленд).

## Біоморфологічна характеристика
Дерево має тверду, борознисту і майже чорну кору. Гілочки голі або волосисті на кінцях кутасті. Вічнозелені філодії мають серпувату форму, у довжину від 10 до 20 см, ушир від 7 до 20 мм. Вони мають багато тісно паралельних жилок, причому від трьох до семи жилок є більш помітними, ніж інші. Коли він цвіте в період з липня по жовтень, він дає згущені суцвіття групами від двох до восьми на китицях, які зазвичай виглядають як пазушні кластери. Кулясті квіткові голови мають діаметр від 5 до 8 мм і містять від 15 до 35 квіток золотистого кольору. Після цвітіння утворюються голі стручки, які мають пряму або злегка вигнуту форму. Стручки підняті та стиснуті між насінням, мають довжину до 20 см і ширину 5–10 мм з поздовжніми жилками. М'які, тьмяні, коричневі насінини всередині стручків розташовані поздовжньо й мають довгасту або широкоеліптичну форму. Вони сплощені, але товсті, довжиною від 10 до 18 мм.